# 제임스 모리슨 (배우)
제임스 모리슨(James Morrison, 1954년 4월 21일 ~ )은 미국의 배우이다.

## 출연 작품
- 프레이 포 레인  (2017)
- 쇼잉 업 (2014)
- 뮤턴트 둠스데이 (2011)
- 래즈베리 매직 (2010)
- 리플렉션 (2008)
- 24 시즌6 (2007)
- 소울스티스 (2006)
- 포인트 플레전트 (2005)
- 아메리칸 건 (2005)
- 서바이버 포 걸스 (2004)
- 캐치 미 이프 유 캔 (2002)
- 더 원 (2001)
- 샤도우 다우트 (1998)
- 스페이스 2063 (1995)
- 폴링 다운 (1993)